# Eunice Kirwa
Eunice Kirwa (født 20. maj 1984) er en kenyansk atlet, der konkurrerer i maraton.
Hun repræsenterede Bahrain under verdensmesterskaberne i atletik 2015 i Beijing og under sommer-OL 2016. Hun tog bronze i maraton under verdensmesterskaberne i atletik 2015 og sølv under Sommer-OL 2016 i Rio de Janeiro.